# Pedro de Teixeira

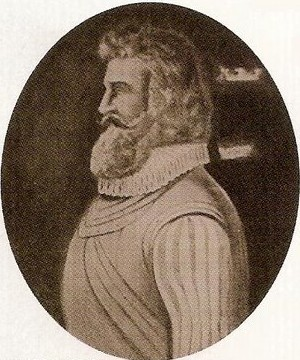
Pedro de Teixeira

Pedro de Teixeira (ur. ? w Cantanhede, zm. 1640) – portugalski żeglarz, jako pierwszy przepłynął Amazonkę pod prąd.
W 1637 roku Portugalczycy, po pojawieniu się kilku hiszpańskich podróżników, którzy szlakiem wytyczonym przez Francisca de Orellany dotarli do delty Amazonki, postanowili potwierdzić swoje roszczenia do rzeki Amazonki. W tym celu zorganizowali ekspedycję w górę rzeki. Flota liczyła 50 statków i dowodzona była przez Pedro de Teixeira. Jej nawigatorem był Bento de Acosta. Wyprawa po dziesięciu miesiącach dotarła do rzeki Napo w Peru, badając wszystkie jej większe dopływy. Po dopłynięciu do Napy, żeglarze przedarli się przez Andy a następnie w 1638 roku dotarli do Quito. Z początkiem 1639 roku, powrócili do Belém, skąd później wielokrotnie mieszkańcy wyprawiali się w górę Amazonki w celu handlowych, lub w celu porywania Indian do pracy niewolniczej.
Wyprawie Teixeira towarzyszyło dwóch hiszpańskich jezuitów (w drodze powrotnej). Jeden z nich o. Cristóbal Diatristán de Acuña, opisał Amazonkę, a swoje zapiski opublikował w 1641 roku w Madrycie. Opis w 1682 roku został przełożony na język francuski i na jego postawie sporządzono pierwszą mapę Amazonki. Drugim jezuitą był Andres de Artieda.